# Grand-Sault (New Brunswick)
Grand Falls/Grand-Sault is een plaats (town) in de Canadese provincie New Brunswick en telt 5650 inwoners (2006). De oppervlakte bedraagt 18,06 km².

## Galerij

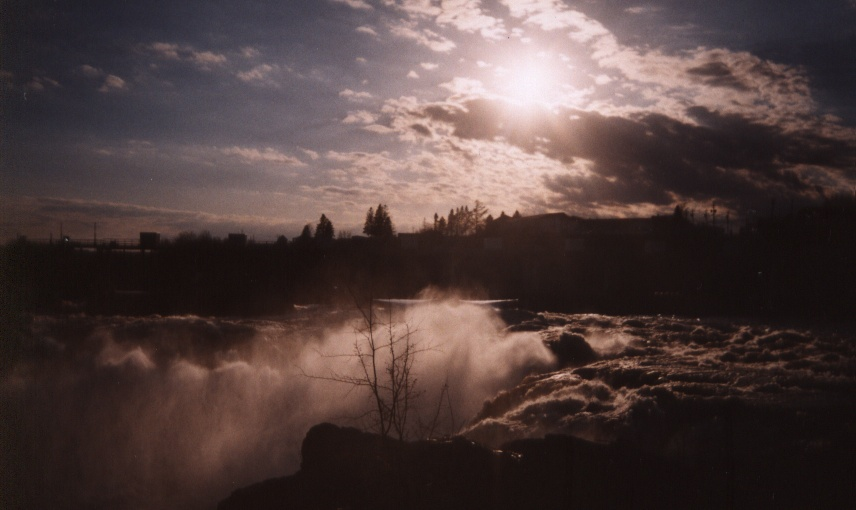
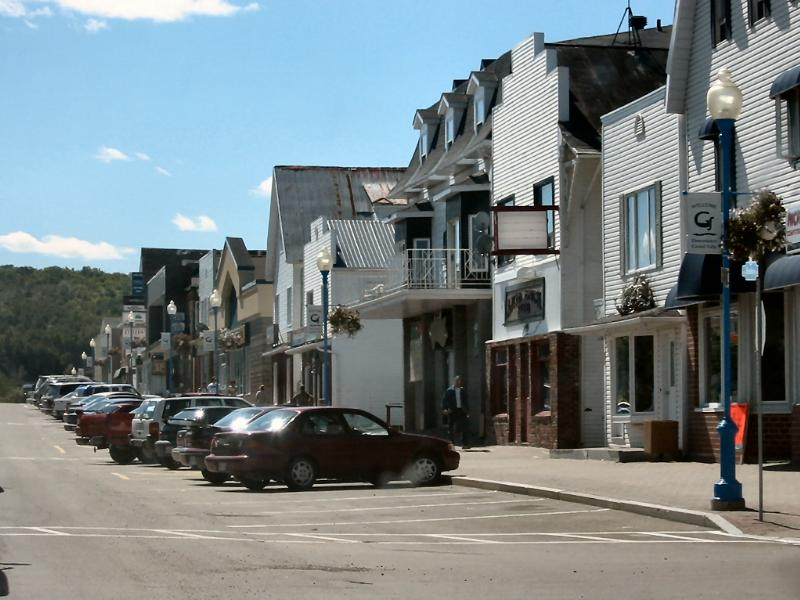
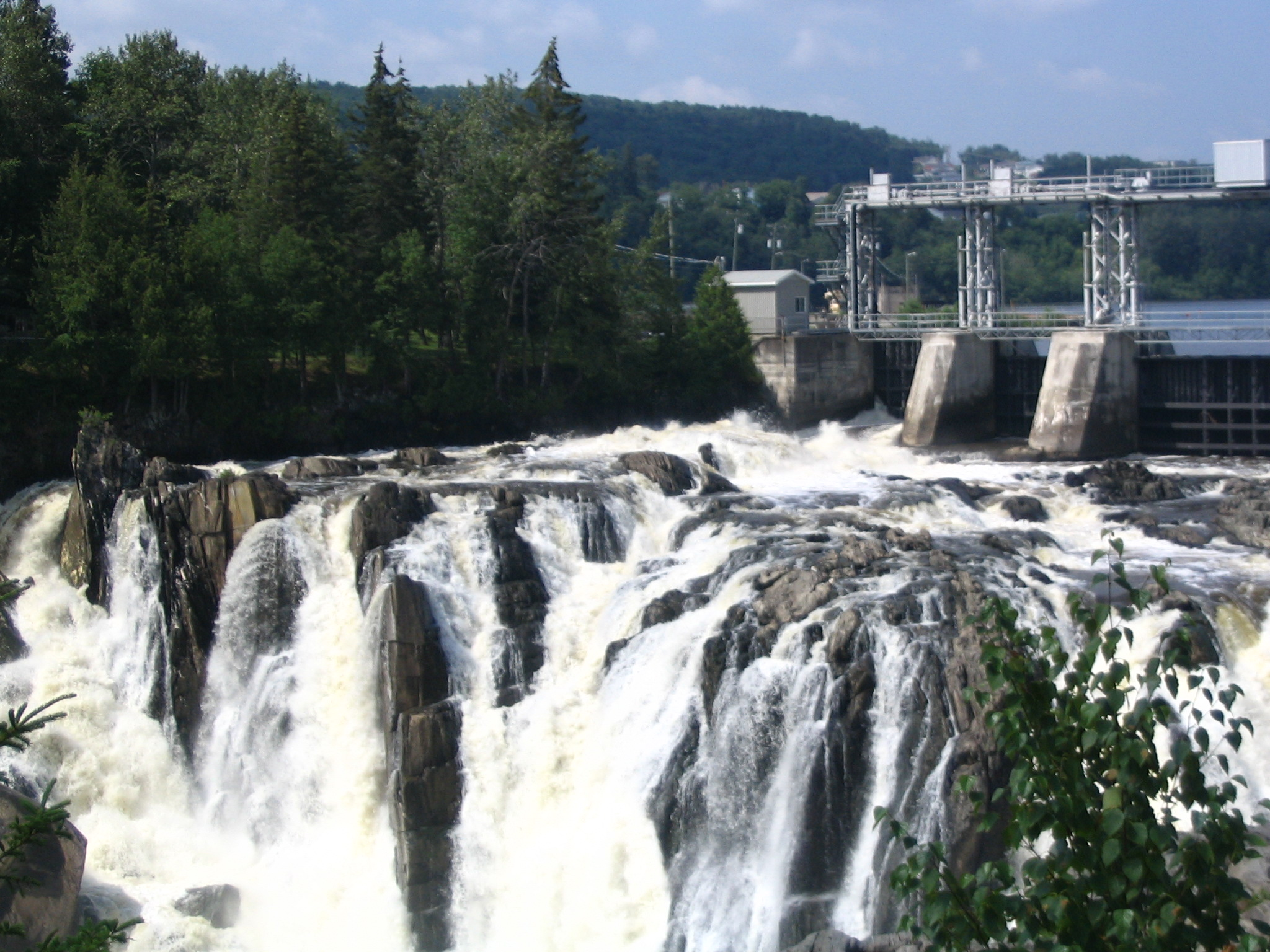
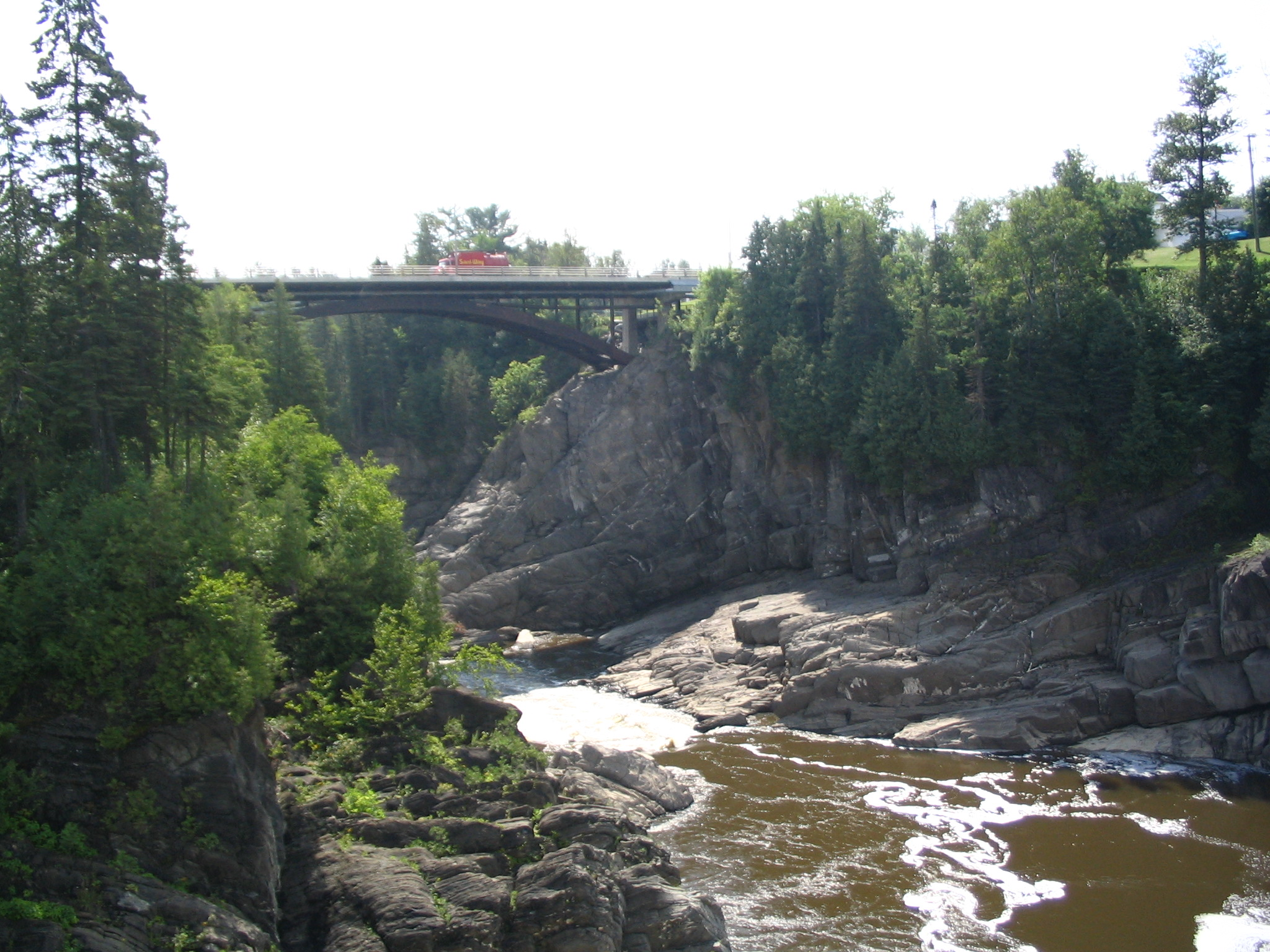